# Gallery of Suicide
Gallery of Suicide è il sesto album dei Cannibal Corpse. Venne pubblicato dalla Metal Blade Records nel 1998. La versione censurata della copertina mostra un edificio di stampo gotico. Guardando attentamente però, si può notare un uomo che si butta dal ponte che porta all'edificio.
Il disco presentò una svolta nel sound della band, introducendo ritmi più lenti e pacati, ed una componente tecnica maggiore. Il disco è bollato con la Parental Advisory, come tutti i loro album.

## Tracce
1. I Will Kill You – 2:47 (testo: Webster – musica: Webster)
2. Disposal of the Body – 1:54 (testo: Webster – musica: Webster)
3. Sentenced to Burn – 3:06 (testo: Webster – musica: Webster)
4. Blood Drenched Execution – 2:40 (testo: Mazurkiewicz, Fisher – musica: Webster, O'Brien)
5. Gallery of Suicide – 3:55 (testo: Mazurkiewicz – musica: Webster, Owen)
6. Dismembered and Molested – 1:53 (testo: Webster – musica: Webster, Owen)
7. From Skin to Liquid (instrumental) – 5:30 (musica: Webster, O'Brien)
8. Unite the Dead – 3:05 (testo: Webster – musica: Webster, Owen)
9. Stabbed in the Throat – 3:26 (testo: Mazurkiewicz – musica: O'Brien)
10. Chambers of Blood – 4:11 (testo: Webster – musica: Webster)
11. Headless – 2:22 (testo: Mazurkiewicz – musica: Webster)
12. Every Bone Broken – 3:18 (testo: Mazurkiewicz – musica: Owen)
13. Centuries of Torment – 4:04 (testo: Webster – musica: Webster)
14. Crushing the Despised – 1:56 (testo: Webster – musica: Webster, Owen)

## Formazione
- George "Corpsegrinder" Fisher - voce
- Jack Owen - chitarra
- Pat O'Brien - chitarra
- Alex Webster - basso
- Paul Mazurkiewicz - batteria